# 22499 Wunibaldkamm
22499 Wunibaldkamm è un asteroide della fascia principale. Scoperto nel 1997, presenta un'orbita caratterizzata da un semiasse maggiore pari a 3,0742756 au e da un'eccentricità di 0,1184160, inclinata di 12,48645° rispetto all'eclittica.